# Alfred Dunhill Links Championship 2010
Het Alfred Dunhill Links Kampioenschap is een golfkampioenschap in Schotland. Het toernooi maakt deel uit van de Europese PGA Tour. In 2010 werd het gespeeld van donderdag 7 oktober tot en met zondag 10 oktober. Het prijzengeld was $ 5.000.000.

## De formule
Dit was de tiende keer dat het Alfred Dunhill Links Kampioenschap werd georganiseerd. Het werd gespeeld op drie banen: St Andrews Links, Carnoustie en Kingsbarns.
Het toernooi is geen gewoon 'Open' maar een Pro-Am, waarbij de teams bestaan uit een professional en een beroemde amateur. Ieder team speelt een ronde op iedere baan. Daarna is er een cut, waarna de beste 60 professionals en de 20 beste teams op St Andrews de laatste ronde spelen.

## Verslag

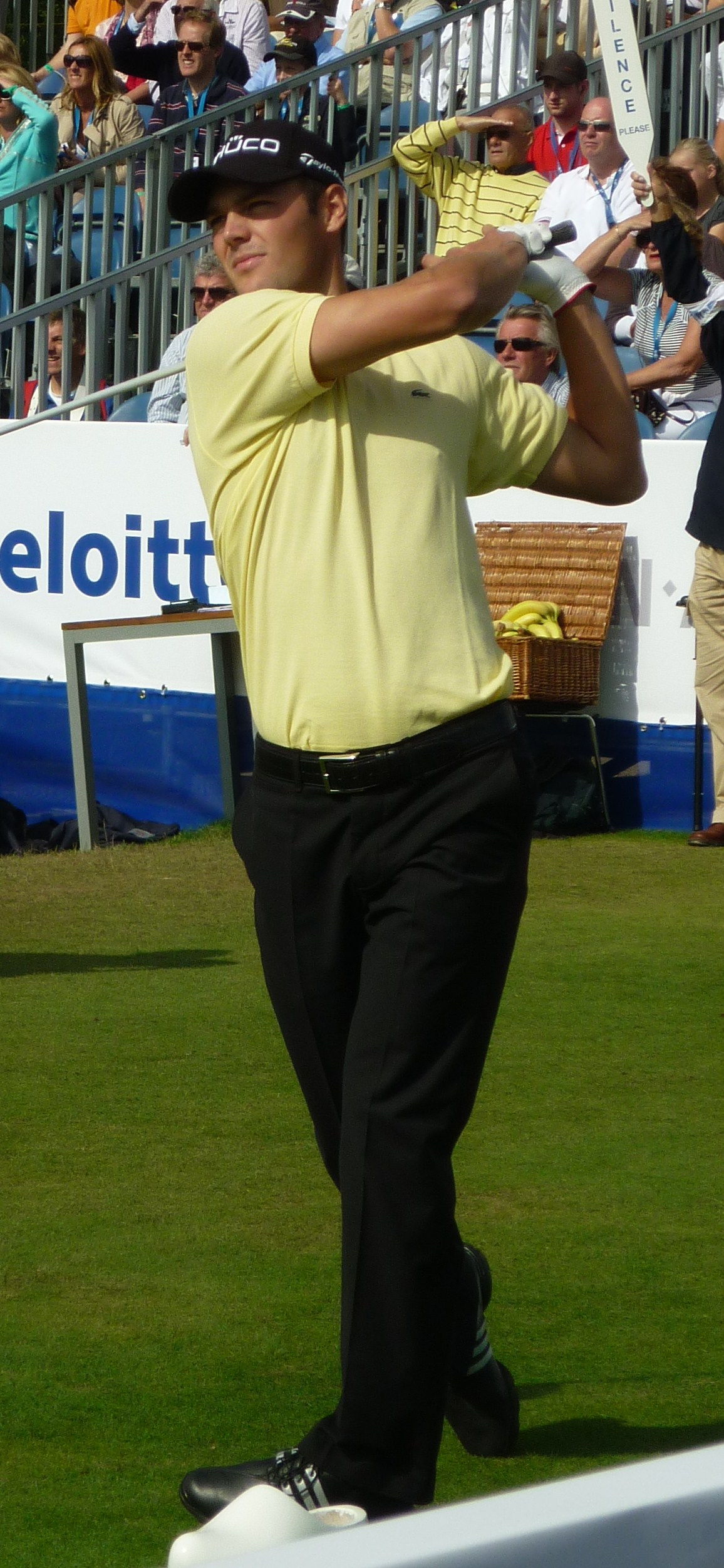
Winnaar Martin Kaymer

Nicolas Colsaerts speelt de eerste ronde met Ludovico Del Balzo op Carnoustie en Maarten Lafeber weer met Johan Cruijff. Ruud Gullit speelt met de Spaanse pro Ignacio Garrido ook op Carnoustie. 
Joost Luiten begint met Harry van Dijk op Kingsbarns. Robert-Jan Derksen speelt dit toernooi al jarenlang met Pieter van Doorne, zij beginnen op St Andrews.

### Ronde 1
Ariel Cañete maakte op hole 5 van St Andrews een albatros hetgeen zijn team tijdelijk aan de leiding bracht op -6. Lafeber & Cruijff  begonnen op hole 10 met een bogey maar maakten toch -5 over hun eerste negen holes.
 Clubhouse leader was Martin Laird, die -6 maakte. Later kreeg hij gezelschap van Maarten Lafeber, die -6 scoorde en samen met Johan Cruijff op -9 kwam. Daarna brachten Thomas Bjørn en Ricardo González ook nog -6 binnen. Vooral Gullit heeft goed gespeeld en Garrido's score met vijf punten verbeterd.

### Ronde 2
John Parry is van de gedeeld 5de plaats naar de eerste plaats geklommen met een ronde van -7. Martin Erlandsson maakte een tweede ronde van 68 en staat met -8 alleen op de tweede plaats. De derde plaats wordt gedeeld door Martin Kaymer, Alvaro Quiros en Ross Fisher.
Bij de teams wordt de eerste plaats gedeeld door het team John Parry / Simon Andrews en Mikko Ilonen / Lisa O'Hurley. Team Lafeber / Cruijff staat op de 37ste plaats. 

### Ronde 3
De beste ronde is van Lee Westwood, die -6 maakte en daarmee 56 plaatsen naar boven ging. John Parry heeft een voorsprong van twee slagen opgebouwd. Martin Kaymer en Alvaro Quiros maakten -4 en staan nu samen op de tweede plaats. Colsaerts en Derksen spelen zondag niet meer mee. Team Robert Karlsson / Dermot Desmond is aan de leiding gegaan en staat op -24.

### Ronde 4
John Parry en Martin Kaymer vochten om de eerste plaats. Parry maakte op deze baan in de tweede ronde -7, Kaymer -3 maar nu stonden de heren na tien holes resp. -1 en -2 en na twaalf holes gelijk op -14. Op hole 14 maakte Parry een dubbelbogey terwijl Danny Willett daar een eagle maakte en de tweede plaats van Parry overnam, één slag achter zijn flightgenoot Kaymer. Op hole 17 maakte Kaymer nog een birdie wat hem een voorsprong van twee slagen op Willett gaf, met alleen hole 18 te spelen. Ook op die par-4 maakte hij nog een birdie. Klasse! Hij won met een score van -17. Willett werd tweede met -14, de derde plaats was voor John Parry met een score van -12. Kaymer won eerder dit jaar het Abu Dhabi Golfkampioenschap, het Amerikaanse PGA Kampioenschap en het KLM Open op de Hilversumsche Golf Club.
Teams met een score van -15 of beter deden zondag ook mee. Team Søren Hansen / Kieran McManus maakte -9 hetgeen hun op de tweede plaats bracht. Team Karlsson / Desmond waren niet in te halen; 

C = Carnoustie, K = Kingsbarns, S = St Andrews 
Professionalscore
| Uitslag | Naam               | C   | K  | S   | Na R3 | Stand | R4  | Score |
| ------- | ------------------ | --- | -- | --- | ----- | ----- | --- | ----- |
| 1       | Martin Kaymer      | -4  | -3 | -4  | -11   | 2     | -5  | -6    |
| 2       | Danny Willett      | -5  | +1 | -5  | -9    | T4    | -5  | -14   |
| 3       | John Parry         | -1  | -5 | -7  | -13   | 1     | par | -13   |
| T5      | Martin Laird       | -3  | -6 | +3  | -6    | T9    | -5  | -11   |
| T11     | Thomas Bjørn       | -6  | +1 | -1  | -6    | T9    | -1  | -7    |
| T41     | Maarten Lafeber    | -6  | +3 | -1  | -4    | T21   | +3  | -1    |
| T41     | Ricardo González   | -6  | +2 | par | -4    | T21   | +3  | -1    |
| T58     | Joost Luiten       | par | +1 | -1  | par   | T53   | +3  | +3    |
|         | Robert-Jan Derksen | +3  | +4 | -1  | +6    | MC    |     |       |
|         | Ignacio Garrido    | -1  | +8 | par | +7    | MC    |     |       |
|         | Nicolas Colsaerts  | +1  | +6 | -3  | +4    | MC    |     |       |

Teamscore
| Uitslag | Pro-Am team                             | C   | K   | S   | Na R3 | Stand | R4 | Score |
| ------- | --------------------------------------- | --- | --- | --- | ----- | ----- | -- | ----- |
| 1       | Robert Karlsson en Dermot Desmond       | -8  | -4  | -12 | -24   | 1     | -6 | -30   |
| T3      | John Parry en Simon Andrews             | -2  | -6  | -11 | -19   | T3    | -8 | -27   |
| T9      | Paul Lawrie en Martin Gilbert           | -3  | -10 | -4  | -17   | T12   | -7 | -24   |
| T12     | Mikko Ilonen en Lisa O'Hurley           | par | -10 | -7  | -17   | T12   | -5 | -22   |
|         | Maarten Lafeber en Johan Cruijff        | -9  | +1  | -3  | -11   | MC    |    |       |
|         | Robert-Jan Derksen en Pieter van Doorne | -2  | -3  | -5  | -10   | MC    |    |       |
|         | Joost Luiten en Harry van Dijk          | -2  | -1  | -4  | -7    | MC    |    |       |
|         | Ignacio Garrido en Ruud Gullit          | -6  | +5  | -3  | -1    | MC    |    |       |
|         | Nicolas Colsaerts en Ludovico Del Balzo | par | +2  | -5  | -3    | MC    |    |       |

Leaderboard en teamindeling: 

## De spelers
Behalve spelers van de Europese Tour doen ook twaalf spelers uit de top van 2009 mee van de Aziatische PGA Tour, van de Sunshine Tour en van Australaziatische PGA Tour. Bij de amateurs staan Johan Cruijff en Ruud Gullit op de lijst.  
| - Felipe Aguilar - Thomas Aiken - Fredrik Andersson Hed - Phillip Archer - Peter Baker - Gaganjeet Bhullar - Thomas Bjørn - Richard Bland - Marcus Both - Grégory Bourdy - Gary Boyd - Markus Brier - Mark Brown - Andrew Butterfield - Rafael Cabrera Bello - Michael Campbell - Ariel Cañete - Alejandro Cañizares - Clodomiro Carranza - Christian Cévaër - S S P Chowrasia - Darren Clarke - Charl Coetzee - Robert Coles - Nicolas Colsaerts - Adilson Da Silva - Rhys Davies - François Delamontagne - Robert-Jan Derksen - David Dixon - Stephen Dodd - Andrew Dodt - Jamie Donaldson - Nick Dougherty - Bradley Dredge - David Drysdale - Simon Dyson - Rafa Echenique - Johan Edfors - Ernie Els - Jamie Elson - Martin Erlandsson - Niclas Fasth - Gonzalo Fernández-Castaño - Kenneth Ferrie - Richard Finch - Ross Fisher - Trevor Fisher Jr - Alastair Forsyth - Mark Foster - Stephen Gallacher - Ignacio Garrido - Josh Geary - Jean-Baptiste Gonnet - Ricardo González - Retief Goosen - Tano Goya - Branden Grace | - Richard Green - Matthew Griffin - Mark F Haastrup - Ashley Hall - Anders Hansen - Søren Hansen - Peter Hanson - Pádraig Harrington - Grégory Havret - Peter Hedblom - Scott Hend - Oskar Henningsson - Michael Hoey - Keith Horne - David Horsey - David Howell - Jeppe Huldahl - Mikko Ilonen - Raphaël Jacquelin - Thongchai Jaidee - Michael Jonzon - James Kamte - Anthony Kang - Robert Karlsson - Shiv Kapur - Martin Kaymer - Simon Khan - James Kingston - Søren Kjeldsen - Maarten Lafeber - Barry Lane - José Manuel Lara - Pablo Larrazábal - Paul Lawrie - Peter Lawrie - Thomas Levet - José-Filipe Lima - Sam Little - Gary Lockerbie - Shane Lowry - Jean-François Lucquin - Joost Luiten - Mikael Lundberg - David Lynn - Pablo Martín - Gareth Maybin - Graeme McDowell - Richard McEvoy - Paul McGinley - Ross McGowan - Damien McGrane - Rory McIlroy - Leigh McKechnie - David McKenzie - Edoardo Molinari - Francesco Molinari | - Colin Montgomerie - James Morrison - C Muniyappa - Alexander Norén - Jason Norris - Steven O'Hara - Peter O'Malley - Louis Oosthuizen - Hennie Otto - Brandon Pieters - Terry Pilkadaris - Phillip Price - Julien Quesne\| - Alvaro Quiros - Richie Ramsay - Jyoti Rhandawa - Robert Rock - Marco Ruiz - Brett Rumford - Charl Schwartzel - Craig Scott - Marcel Siem - Richard Sterne - Graeme Storm - Scott Strange - Tyrone Van Aswegen - Daniel Vancsik - Anthony Wall - Paul Waring - Marc Warren - Steve Webster - Lee Westwood - Peter Whiteford - Martin Wiegele - Tim Wilkinson - Danny Willett - Oliver Wilson - Chris Wood - Fabrizio Zanotti Sponsor invitatie - Benn Barham - Andrew Coltart - John Daly - Victor Dubuisson - Pelle Edberg - Oliver Fisher - Dustin Garza - Anton Haig - Sam Hutsby - Rick Kulacz - Martin Laird - Matteo Manassero - Keir McNicoll - Gary Murphy - Jarmo Sandelin - Simon Thornton - Jean van de Velde |